# Rolf Steimke
Rolf Steimke (* 12. April 1963 in Bremen) ist ein deutscher Autor, der unter dem Pseudonym R. S. Stone hauptsächlich historische Westernromane schreibt, die vor allem in Kleinverlagen veröffentlicht wurden.

## Biografie
Steimke schrieb bereits im Alter von 14 Jahren seine ersten Wildwest- und Abenteuergeschichten, stark beeinflusst von seinen großen Vorbildern Ernest Haycox, Wayne D. Overholser, Les Savage, Luke Short und Gordon D. Shirreffs.
2001 erschien sein erster Roman Abrechnung in Sheela Valley, es folgten Walkers Rückkehr, Sterben in Medicine Bow und Die Hand am Colt. Die ersten drei Romane sind im EPLA-Verlag erschienen, der Western Die Hand am Colt 2004 im Taschenwestern-Verlag J. R. Wiemer.
Von 2008 bis 2011 erschienen zahlreiche Westernromane im Eigenverlag DaCoGo, zunächst die ersten Bände als Hardcoverversionen, danach als Taschenbuchausgaben. Später als Kindle-Versionen. Seit 2012 schreibt Stone neue Westernromane für den Martin-Kelter-Verlag.

Der Autor führt ein Online-Versand-Antiquariat in der Nähe von Bremen.
Er ist seit 2004 verheiratet und hat eine Tochter und zwei Söhne.

## Stil des Autors
Der Stil des Autors erinnert stark an die Western amerikanischer Autoren der frühen 1950er und 1960er Jahre, an die sich sowohl die Handlungen, Personen- und Landschaftsbeschreibungen sowie auch die harte Action einiger damals führender Autoren würdig anschließt. Dabei bedient er sich einer knappen, realistischen Sprache und legt Wert auf markante Dialogführungen, wobei er sich deutlich von der sexgeladenen Schiene zahlreicher Groschenromane abhebt.
Derzeit arbeitet der Autor an einer Reihe, die sich mit den großen Viehauftrieben nach 1866 beschäftigt, als wagemutige Männer in Texas herrenloses Vieh aufsammelten und es zu den Märkten in Kansas und Missouri trieben. Der Protagonist dieser Reihe ist der Trailboss Nolan Harper, ein harter, sturer und unnachgiebiger Mann, dessen Figur sehr jener des Gil Favor (dargestellt von Eric Fleming) aus der Serie Rawhide (1959–1965) ähnelt.

## Werke
- Abrechnung in Sheela Valley
- Walkers Rückkehr
- Medicine Bow
- Die Hand am Colt
- Flucht nach Montana (früher: „Die Unschuldigen“)
- Der Texas-Ranger
- Der Marshal von Silver Lode
- Stahlspur nach Santa Fe
- Der Trailboss
- Glühende Eisen, Reihe: Wildes Texas Band 1, ISBN 978-3-00-030971-7.
- Die Nolan-Brüder, Reihe: Wildes Texas Band 2, ISBN 978-3-9813790-0-6.
- Die Stunde des Rangers (zusammen mit Alfred Wallon), Reihe: RIO CONCHOS Band 4, ISBN 978-3-940181-57-2
- Die Saat des Zorns, Reihe: Wildes Texas Band 3,
- Wölfe im Sweetwater-County, Kelter DGW 103
- Zur Hölle mit Marshal Riley McCord, Kelter DGW 106
- Blutiger Stacheldraht, Kelter DGW 108
- Höllensturm über den Badlands, Kelter DGW 110
- Texasfieber,  Kelter DGW 112
- Pulverrauch im Thunder Basin, Kelter DGW 114
- Bens blutiger Schwur, Kelter DGW 116
- Der Städtebändiger, Kelter DGW 118
- Gunfight am Sturmpass, Reihe: Harpers' Trailmen, Kelter DGW 121
- Aufbruch der Verlorenen, Reihe: Harper’s Trailmen, Kelter DGW 124
- Flammende Colts, Reihe: Harper’s Trailmen, DGW 126
- Heißes Blei für Fallon, Kelter DGW 131
- Dein Wort, Trailboss, Reihe: Harper’s Trailmen DGW 177
- Der Planwagentreck, Reihe: Coltman Band 2
- Terror in Yellow Springs, Reihe: Coltman Band 13
- Die Schatzräuber und die Felsenstadt, Karl May’s Kara Ben Nemsi, Neue Abenteuer Band 7, Blitz Verlag

unter dem Verlagspseudonym Nolan F. Ross
- Bleigewitter, Cassidy Nr. 2
- Der Höllenjob, Cassidy Nr. 7
- Treck der Verzweifelten, Cassidy Nr. 12
- Schwarzes Gold am Coleman Creek, Cassidy Nr. 13
- Trailboss der Herde, Cassidy Nr. 17
- Wagentreck nach Idaho, Cassidy Nr. 23
- Heißes Blei in Wyoming, Laredo Nr. 1
- Auf blutiger Fährte, Laredo Nr. 4
- Schienen, Staub und harte Fäuste, Laredo Nr. 9
- Macht und Gier, Laredo Nr. 15
- Raubwölfe in Golden, Laredo Nr. 19
- Wettlauf mit der Zeit, Laredo Nr. 21